# Neil Cox
Neil James Cox (Scunthorpe, 8 oktober 1971) is een Engels voormalig voetballer die als vleugelverdediger of als centrale verdediger voor Aston Villa, Middlesbrough en Watford uitkwam. Cox beëindigde zijn carrière in 2008.

## Clubcarrière
Cox begon zijn loopbaan bij Scunthorpe United uit zijn geboortestad Scunthorpe in 1990. In 1991 transfereerde hij al naar eersteklasser Aston Villa.
Cox won de League Cup met Aston Villa in 1994. Manchester United werd met 3–1 verslagen in de finale. Aanvaller Dean Saunders scoorde tweemaal. Cox viel na 79 minuten in voor linksback Steve Staunton. Bij Aston Villa was hij echter nooit eerste keus onder trainer Ron Atkinson. Vaker werd Cox gebruikt als back-up voor Earl Barrett op de positie van rechtsachter. In 1994 verliet hij Aston Villa en verhuisde naar tweedeklasser Middlesbrough. Met Middlesbrough dwong Cox in 1995 promotie af naar de Premier League. Hij werd een vaste waarde in de Premier League. Cox speelde mee in de finale van de League Cup van 1997 tegen Leicester City, die moest worden beslecht met een replay. Deze werd gewonnen door Leicester met een doelpunt van Steve Claridge. Datzelfde jaar werd de finale van de FA Cup verloren tegen Chelsea. Cox werd uit de selectie gelaten door trainer Bryan Robson omdat de geblesseerde Italiaanse steraanvaller Fabrizio Ravanelli in laatste instantie fit werd bevonden door de medische staf van Middlesbrough. Cox was daar boos over en noemt het "de voornaamste reden waarom ik nooit een FA Cup-finale heb gespeeld".
In 1997 verhuisde Cox naar Bolton Wanderers, waarvoor hij 80 competitiewedstrijden speelde. De laatste individueel succesvolle periode uit zijn loopbaan beleefde Cox als speler van Watford. Cox speelde meer dan 200 wedstrijden voor Watford en was nog een seizoen actief in de Premier League. Dit was het seizoen 1999/2000.
Cox speelde voor het Welshe Cardiff City in het seizoen 2005/06. Van 2006 tot 2008 stond Cox onder contract bij Crewe Alexandra. Op bijna 37-jarige leeftijd stopte de vleugelverdediger, die ook als centrale verdediger kon spelen, met voetballen op professioneel niveau bij Crewe Alexandra.

## Erelijst
| Competitie                    |             |             |
| Competitie                    | Aantal      | Jaren       |
| Aston Villa                   | Aston Villa | Aston Villa |
| ----------------------------- | ----------- | ----------- |
| League Cup                    | 1×          | 1993/94     |
| Middlesbrough                 |             |             |
| First Division / Championship | 1×          | 1994/95     |